# Kim Sung-tae
Dans ce nom coréen, le nom de famille, Kim, précède le nom personnel Sung-Tae.
Kim Sung-Tae  (coréen: 김성태; Hanja: 金聖泰) est un homme politique de Corée du Sud, né le 9 juillet 1958 à Jinju, au sud du pays.

## Biographie
Kim Sung-Tae est né à Jinju en 1958, dans la province de Gyeongsang du Sud. En 1976, il est diplômé du lycée technique de Jinju. Mais en 2001, soit 25 ans plus tard, il reprend des études en droit à l'université de Kangnam, ce qui lui permettra d'obtenir une maîtrise en administration publique de l'université d'Hanyang en 2007.

## Carrière
Il se présente pour la première fois aux élections locales de 1998 à Séoul, et devient membre du conseil métropolitain de la ville. Il rejoindra plus tard le parti démocrate, puis le parti Uri, avant de devenir membre du Grand parti national, qui deviendra le Parti de la liberté de Corée. En 2008, Kim Sung-tae se présente aux élections législatives et obtient un siège à l'assemblée.
À la suite du scandale Choi Soon-sil de 2016 impliquant la présidente sud-coréenne Park Geun-hye, il rejoint le parti Barun, un parti composé de dissidents du Saenuridang. Il réintègre le parti de la Liberté de Corée en mai 2017, juste avant les élections présidentielles, avec douze autres anciens membres du parti. En décembre de la même année, il devient président du groupe à l'assemblée nationale pour un an. En juin 2018, il assure l'intérim à la tête du parti, en remplacement de Hong Jun-pyo.